# Elke Twiesselmann
Elke Twiesselmann (* 31. Mai 1927 in Hamburg; † 28. September 2021 in Stuttgart) war eine deutsche Schauspielerin und Hörspielsprecherin.

## Leben
Elke Twiesselmann wurde am 31. Mai 1927 in Hamburg geboren. Nach ihrem Abitur studierte sie drei Semester Literatur und Kunstgeschichte an der Universität ihrer Geburtsstadt, danach ließ sie sich an der Hochschule für Musik und Theater Hamburg zur Schauspielerin ausbilden. Twiesselmann hatte diverse Engagements an kleineren Bühnen, ehe sie 12 Jahre lang dem Ensemble des Schauspielhauses Bochum angehörte. 1972 wechselte sie ans Staatstheater Stuttgart, an dem sie später auch noch gastweise auftrat. 2018 wurde sie dort erneut Ensemblemitglied und stand bis 2020 als Maria Josefa in Bernarda Albas Haus unter Calixto Bieito und als Furie in der Orestie unter Robert Icke auf der Bühne.

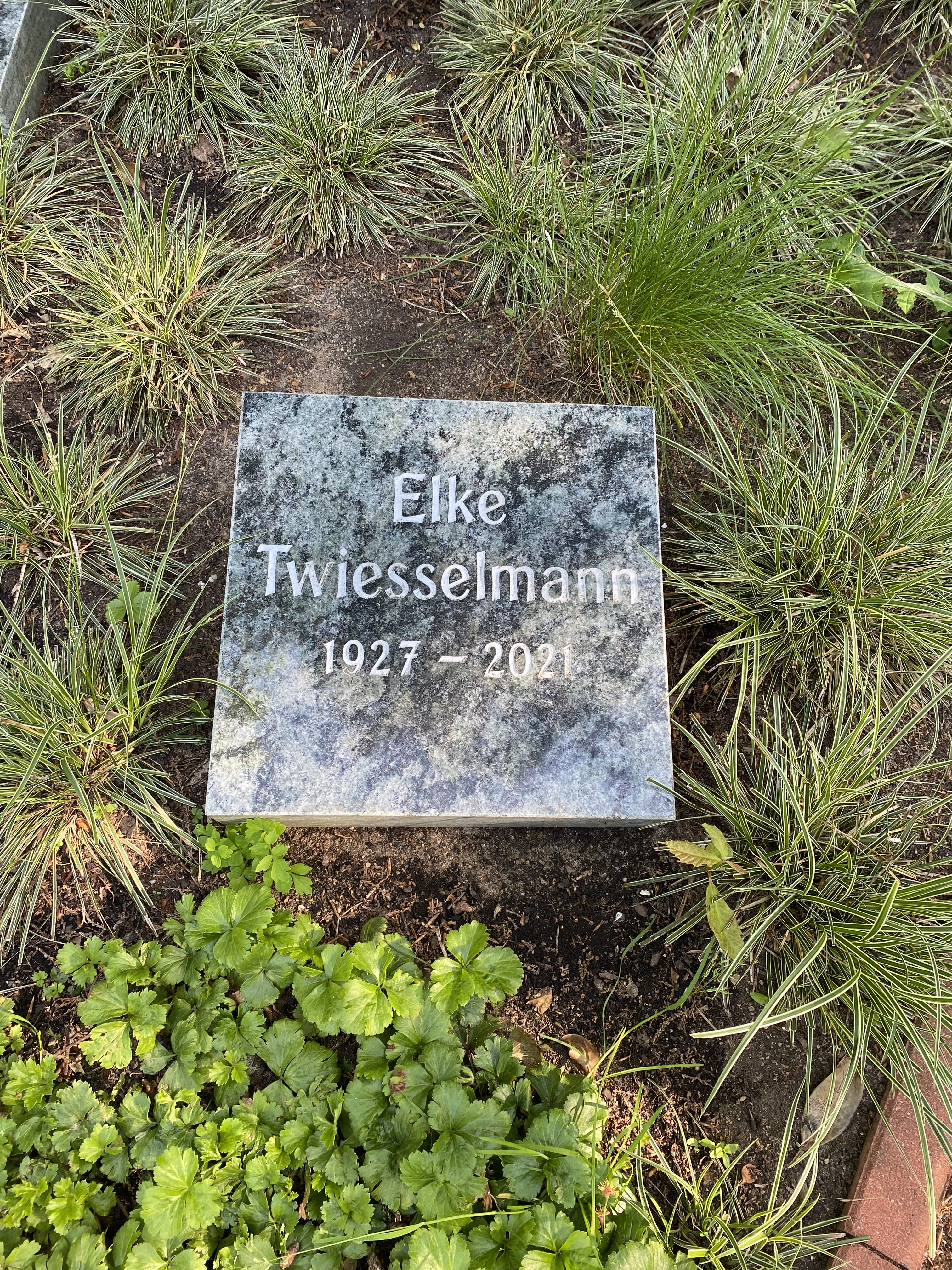
Grabstätte auf dem Friedhof Blankenese

Zu ihren Lieblingsrollen zählten nach eigenen Angaben die Hekabe in Euripides’ Die Troerinnen und die Winnie in Glückliche Tage von Samuel Beckett. Sie spielte außerdem 1973 in der Uraufführung von Franz Xaver Kroetz’ Wunschkonzert und von 2008 bis 2018 an der Staatsoper Stuttgart die alte Papagena in Mozarts Zauberflöte. 2015 sah man Twiesselmann an der Württembergischen Landesbühne Esslingen in einer Inszenierung von Goethes Faust mit nur zwei weiblichen Darstellerinnen, in der sie Mephisto, Wagner und Gretchen verkörperte. Gemeinsam mit der Sängerin und Musikerin Wilma Heuken rezitierte Twiesselmann ab 2000 Texte der Dichterin Mascha Kaléko.
Elke Twiesselmann arbeitete daneben gelegentlich auch für das Fernsehen. Ihr Debüt gab sie dabei 1968 in Helga Feddersens erstem Fernsehspiel Vier Stunden von Elbe 1 in der Rolle der Elli Andresen. Diese verkörperte sie auch in den beiden nachfolgenden Produktionen Gezeiten und Im Fahrwasser, für die Helga Feddersen ebenfalls die Drehbücher schrieb. Neben weiteren Gastauftritten in St. Pauli-Landungsbrücken, Onkel Bräsig oder der Tatort-Folge Rot – rot – tot erlangte sie durch die wiederum von Helga Feddersen verfasste Serie Kümo Henriette, in der sie in 28 Folgen als Margot Petermann eine der Hauptrollen spielte, große Popularität.
Ab 1959 war Elke Twiesselmann auch Gast in zahlreichen Hörfunkproduktionen, unter anderem sprach sie 1966 in den Folgen 1 und 2 des Kriminalspiels Paul Temple und der Fall Genf und 1969 die Titelfigur in Goethes Iphigenie auf Tauris. Daneben unterrichtete sie 24 Jahre lang im Fach „Rollenstudium“ an der Hochschule für Musik und Darstellende Kunst Stuttgart.
Elke Twiesselmann verstarb im Alter von 94 Jahren und wurde auf dem Friedhof Blankenese in ihrer Geburtsstadt beigesetzt.

## Filmografie
- 1968: Vier Stunden von Elbe 1
- 1970: Gezeiten
- 1971: Im Fahrwasser
- 1975: Dein gutes Recht – Frau Flugkapitän
- 1978: Tatort – Rot – rot – tot
- 1979–1982: Kümo Henriette
- 1980: St. Pauli-Landungsbrücken – Walter und Erni
- 1980: Onkel Bräsig – Die drei Bräute
- 1984: Kolp
- 1985: Als Amerikaner darfst du alles
- 1986: Der Tod des weißen Marabut: Die bewegende Lebensgeschichte des Charles de Foucauld
- 1986: Zweikampf
- 1989: Liebe, Tod und Eisenbahn
- 2009: SOKO Stuttgart – Judaslohn
- 2014: SOKO Stuttgart – Der Priester ist tot

## Hörspiele (Auswahl)
- 1959: Eine Geschichte, die das Leben schrieb – Autor: Wolfgang Altendorf – Regie: Peter Arthur Stiller
- 1959: Vier Elefanten auf dem Lampenschirm – Autor: Mark Burns – Regie: Peter Arthur Stiller
- 1966: Paul Temple und der Fall Genf (1. und 2. Teil) – Autor: Francis Durbridge – Regie: Otto Düben
- 1969: Iphigenie auf Tauris – Autor: Johann Wolfgang von Goethe – Regie: Ulrich Lauterbach
- 1973: Das Faß – Autor: Michael Judge – Regie: Klaus Mehrländer
- 1973: Ein reizendes Pärchen – Autor: Fred Kassak – Regie: Otto Düben
- 1975: Anika auf dem Flugplatz – Autor: Gert Loschütz – Regie: Otto Düben
- 1976: Etuden – Autorin: Barbara König – Regie: Raoul Wolfgang Schnell
- 1980: Das Buddelkastenschiff – Autor: Johannes Schenk – Regie: Otto Düben
- 1984: Hund und Katze – Autor: Robert Thomas – Regie: Andreas Weber-Schäfer
- 1987: Dry Manhattan – Autor: Henry Slesar – Regie: Albrecht Surkau
- 2000: Das Wasser in Capri – Autor: Martin Mosebach – Regie: Norbert Schaeffer
- 2008: Kaliningrader Nacht – Autorin: Julia Schoch – Regie: Ulrich Lampen
- 2014: Snapshots of War – Autoren: Hugo Rendler und Inka Bach – Regie: Kirstin Petri
- 2015: Die Malaussène-Trilogie – Autor: Daniel Pennac – Regie: Philippe Bruehl